# 晶圆测试
晶圆测试是半导体器件制造过程的一個步驟，在后道工序完成后，就要進行晶圆测试。人們要對晶圆上的所有的集成电路進行檢測（ATPG），以確認是否存在功能缺陷。檢測設備叫作晶圆探针台。晶圆探针台有探针，探针会竖起来扎到焊盘进行测试。